# Háje (okres Příbram)
Háje (německy Haje, dříve také Háj) jsou obec v okrese Příbram ve Středočeském kraji, asi 3 km jihovýchodně od Příbrami. Žije zde 593 obyvatel.
Poblíž Jesenice leží též podzemní zásobník plynu Háje.

## Historie
První písemná zmínka o obci pochází z roku 1603.

## Obecní správa

### Části obce
- Háje (k. ú. Háje u Příbramě)

K obci také patří oblast Za Vrchem.
Sousedními obcemi sídla jsou Milín, Dubno, Příbram a Višňová.
Od 1. ledna 1975 do 23. listopadu 1990 byla obec součástí města Příbram.
Do roku 2018 ležely v katastrálním území Hájů i vesnice Jerusalem a Jesenice, patřící k městu Příbram, ačkoliv podle zákona o obcích nemůže být jedno katastrální území rozděleno do více obcí. Od února 2018 bylo vyčleněno nové katastrální území Jerusalem s těmito vesnicemi.

### Územněsprávní začlenění
Dějiny územněsprávního začleňování zahrnují období od roku 1850 do současnosti. V chronologickém přehledu je uvedena územně administrativní příslušnost obce v roce, kdy ke změně došlo:
- 1850 země česká, kraj Praha, politický i soudní okres Příbram[5]
- 1855 země česká, kraj Praha, soudní okres Příbram
- 1868 země česká, politický i soudní okres Příbram
- 1939 země česká, Oberlandrat Tábor, politický i soudní okres Příbram[6]
- 1942 země česká, Oberlandrat Praha, politický i soudní okres Příbram[7]
- 1945 země česká, správní i soudní okres Příbram[8]
- 1949 Pražský kraj, okres Příbram[9]
- 1960 Středočeský kraj, okres Příbram
- 2003 Středočeský kraj, okres Příbram, obec s rozšířenou působností Příbram

## Společnost

### Rok 1932
Ve vsi Háje (318 obyvatel) byly v roce 1932 evidovány tyto živnosti a obchody: 3 hostince, kolář, obchod s mlékem, 2 obuvníci, 8 rolníků, 2 obchody se smíšeným zbožím, obchod se střižním zbožím, trafika.

## Doprava

### Dopravní síť
Okolo obce vede silnice II/118 Nové Dvory – Budyně nad Ohří – Slaný – Kladno – Beroun – Zdice – Příbram – Kamýk nad Vltavou – Krásná Hora nad Vltavou – Petrovice. Do obce dále vedou silnice III. třídy. Železniční trať ani stanice či zastávka na území obce nejsou.

### Autobusová doprava 2024
Autobusovou dopravu v obci Háje zajišťují společnosti Arriva Střední Čechy a Martin Uher. Obec je součástí Pražské integrované dopravy (PID). V obci se nachází zastávka Háje (do prosince 2023 Háje,otočiště). Na silnici II/118 směrem do Kamýka nad Vltavou se nacházejí zastávky Háje,Na Važinách (dříve Háje,šachta 21,rozc.0.8) a Háje,betonárna (dříve Háje,šachta 16). Obcí procházejí dvě autobusové linky: 510 a 517. Linka 510 spojuje Příbram, Háje, Jablonnou, Horní Hbity, Dolní Hbity, Solenice a Smolotely. Naopak linka 517 zajišťuje spojení mezi Příbramí, Hájemi, Dubencem, Dlouhou Lhotou, Obořištěm, Dobříší a Voznicí. Do prosince 2023 do obce zajížděly také autobusy MHD Příbram (linka 7A). S integrací příbramské MHD do systému PID již na Háje autobusy MHD nejezdí.

## Turistika
Územím obce vedou turistické trasy  Příbram – Svatá Hora – Háje – Smolotely,  Příbram – Za Lukama – Háje – Kácíň – Horní Líšnice a  Háje – Spálený – Velká Leč – Obory.